# 容新联合县
容新联合县，中国旧县名。
冀中解放区设。1947年由河北省容城、安新两县析置。以两县各一字为名。1949年初撤销，仍归各县。 